# 안천고등학교
안천고등학교(顔川高等學校)는 대한민국 전북특별자치도 진안군 안천면 백화리에 있는 공립 고등학교이다.

## 학교 연혁
- 1971년 1월 18일 : 안천고 6학급 남녀공학 설립 인가
- 1976년 3월 1일 : 안천고 9학급 설립 인가
- 1999년 3월 1일 : 안천초·중·고 통합
- 1999년 3월 1일 : 학교급식 실시
- 2022년 9월 1일 : 제24대 박완순 교장 취임(통합학교 11대)
- 2023년 2월 10일 : 제50회 졸업식 (5명) (총 졸업생수 2,252명)

## 참고 자료
- 안천고등학교 - 한국교육학술정보원 학교알리미